# محسن ایران‌نژاد
محسن ایران‌نژاد پاریزی (متولد ۲۴ تیر ۱۳۶۴ در سیرجان)، بازیکن سابق و مربی فوتبال اهل ایران است. او فوتبال خود را از جوانان گل‌گهر سیرجان آغاز کرد و خیلی زود به بزرگسالان این تیم راه پیدا کرد.

## افتخارات
- جام حذفی
- قهرمانی در جام حذفی ۹۲–۱۳۹۱ به همراه تیم سپاهان اصفهان
- نایب قهرمانی در جام حذفی ۹۱–۱۳۹۰ به همراه تیم شاهین بوشهر